# Улица Карла Маркса (Екатеринбург)
У́лица Ка́рла Ма́ркса (до 1919 года — Крестовоздви́женская улица) расположена между улицей Мичурина и Сплавной набережной в центральном жилом районе Екатеринбурга. Протяженность улицы с запада на восток составляет 1720 м. Своё современное название улица получила в честь Карла Маркса.

## История и достопримечательности
Улица прослеживается уже на плане города 1785 года, но по мнению екатеринбургского краеведа В. М. Слукина появилась скорее всего в 1760-е годы после начала строительства «кузнечного ряда» в Банной слободе по проекту шихтмейстера И. И. Сусорова.
Застройка улицы была в основном одно- двухэтажной. Из строений, расположенных на улице, известны: здание торг. фирмы «Вина и водки» Е. П. Маршина, церковь Воздвижения Креста Господня на пересечении улицы Карла Маркса с улицей Луначарского; усадьбы И. Г. Рябова-Климентьевой (жил. дом, лавка, службы) и Л. Ф. Рейнфельд (архитекторы М. Л. Реутов, Е. М. Косяков), здание приёмного земского покоя (архитектор М. Л. Реутов), дом Е. В. Филитц (архитектор Ю. О. Дютель), особняк, перенесенный с Покровского проспекта — образец деревянного зодчества города рубежа XIX—XX веков. На улице также находится здание бывшей школы № 65, в которой учились многие известные екатеринбургские учёные, писатели, общественные деятели.